# Římskokatolická duchovní správa u kostela Nanebevzetí Panny Marie Praha-Nové Město
Římskokatolická duchovní správa u kostela Nanebevzetí Panny Marie Praha-Nové Město je samostatná duchovní správa, působící na území Římskokatolické farnosti u kostela sv. Apolináře na pražském Novém Městě v prvním pražském vikariátu.

## Historie

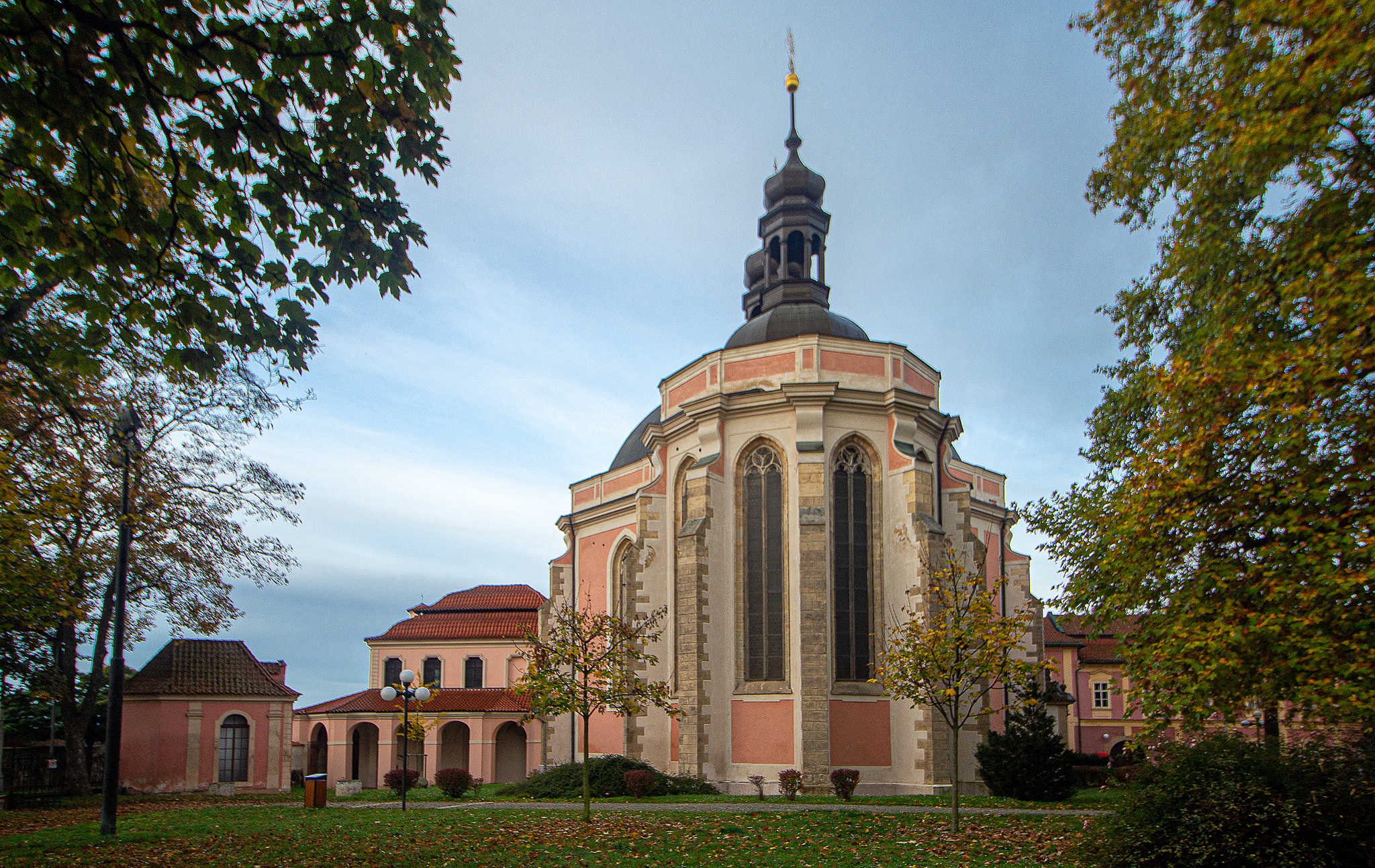
Kostel Panny Marie a sv. Karla Velikého na Karlově

V roce 1350 založil Karel IV. na nejvyšším bodu městiště Nového Města pražského kostel Nanebevzetí Panny Marie a svatého Karla Velikého spolu s kanonií augustiniánských řeholních kanovníků. Osmiboký půdorys kostela měl odkazovat na korunovační kostel v Cáchách, v němž je pohřben Karel Veliký. Jelikož spolupatronem kostela byl stanoven právě Karel Veliký, získalo celé blízké okolí kostela a kláštera pojmenování Karlov. Za josefinských reforem byl klášter i s kostelem jako "nadbytečný" zrušen. V klášteře byla zřízena městská chorobnice, pro jejíž potřebu byl v roce 1789 kostel opět vysvěcen. Klášteru již zůstalo jeho profánní využití. Správa kostela byla svěřena kapucínům.
Roku 1809 byla při kostele zřízena expozitura, kterou mělo ve správě diecézní duchovenstvo. Krátkou dobu, pouze v letech 1855-1869, pak duchovní správu při kostele obstarávali redemptoristé. Od roku 1869 zde opět působí diecézní duchovenstvo. Od roku 1960 získalo klášter do majetku tehdejší ministerstvo vnitra a postupně zde zřídilo muzeum pohraniční stráže. Kostel se podařilo uchovat pro bohoslužebné účely a ku podivu vztahy muzea a duchovní správy byly vždy korektní.
Po roce 1989 se prohloubila spolupráce duchovní správy s muzeem, kde byla zrušena expozice o pohraniční stráži a nahrazena expozicí policejního muzea. Křesťanské policejní asociaci bylo umožněno v kostele pravidelně konat ekumenické pobožnosti, zvané "za bezpečí".

### Přehled duchovních správců po zrušení augustiniánské kanonie
- 1822 R.D. Tomáš Viták
- 1830 R.D. František Royt
- 1836 R.D. Matěj Albert Masný
- 1847 R.D. Norbert Vambera
- 1856-1869 P. Antonín Maštalíř, CSsR
- 1869-1879 R.D. Karel Navrátil
- 1880-1884 R.D. František Čermák
- 1884-1890 R.D. František Jirák
- 1890-1892 R.D. František Xaver Ekert
- 1892-1898 R.D. Jan Chrysostom Kačer
- 1898-1901 R.D. Václav Kocián
- 1901 R.D. Antonín Postřihač
- 1903 R.D. Alois Strnad
- 1947-1958 R.D. Antonín Metoděj Petrák
- 1958-1971 R.D. Ludvík Feller
- 1971-1974 J.M. can. ThDr. Josef Pašek (souběžně se službou faráře farnosti sv. Apolináře)
- 1974-1990 J.M. can. Jan Mára, O.Cr. (souběžně se službou faráře farnosti při kostele sv. Ludmily na Vinohradech)
- 1990-1995 Mons. doc. ThDr. Jiří Skoblík
- 1995-2016 J.M. can. ThDr. Jiří Svoboda, JC.D.
- od 1. 7. 2016 R.D. doc. JUDr. Stanislav Přibyl, Ph.D., JC.D., Th.D.

## Současnost
Kostel na Karlově má svého rektora a mimo Mší svatých v českém jazyce a ekumenických bohoslužeb "za bezpečí" jsou v kostele slouženy pravidelně také tzv. tridentské Mše svaté, tj. Mše svaté podle misálu z roku 1962. Mimo pravidelných bohoslužeb zajišťuje duchovní správa také přípravy katechumenů k přijetí iniciačních svátostí.
| Kostel                                                  | Místo          | Bohoslužba                                                             | Bohoslužba | Poznámka     |
| ------------------------------------------------------- | -------------- | ---------------------------------------------------------------------- | --- | ------------ |
| Kostel Nanebevzetí Panny Marie a svatého Karla Velikého | Praha - Karlov | neděle 3. čtvrtek v měsíci 1. pátek v měsíci 1. sobota v měsíci sobota | 9.30 (česká Mše svatá), 17.00 (tridentská Mše svatá) 18.00 (ekumenická bohoslužba) 17.00 (tridentská Mše svatá) 9.00 (tridentská Mše svatá) 17.00 (česká Mše svatá) | farní kostel |